# Mombercelli
Mombercelli – miejscowość i gmina we Włoszech, w regionie Piemont, w prowincji Asti.
Według danych na styczeń 2009 gminę zamieszkiwało 2401 osób przy gęstości zaludnienia 169,1 os./1 km².